# Józef Pawlikowski
Józef Pawlikowski (* 1767 bei Piotrków; † 1829 in Warschau) war ein polnischer jakobinischer Publizist.
Pawlikowski studierte Jura an der Jagiellonen-Universität in Krakau und ließ sich als Anwalt in Warschau nieder. Er beteiligte sich aktiv am Kościuszko-Aufstand und flüchtete nach dessen Zusammenbruch zunächst nach Belgien, dann nach Paris, wo er als Sekretär für Tadeusz Kościuszko wirkte. Am 22. August 1795 unterzeichnete er die Gründungsurkunde der Deputacja Polska, einer Exilorganisation der polnischen Unabhängigkeitsbewegung. Erst nach dem Wiener Kongress kehrte Pawlikowski nach Warschau zurück. 1821 schloss er sich der Unabhängigkeitsorganisation Narodowe Towarzystwo Patriotyczne an. Er wurde 1826 verhaftet und starb Anfang 1828 in einem Warschauer Gefängnis.
Neben den Abhandlungen O poddanych polskich  (1788) und Myśli polityczne dla Polski (1790) verfasste Pawlikowski die politische Streitschrift Polacy wybić się mogą na niepodległość? (Können sich die Polen ihre Unabhängigkeit erkämpfen?), die 1800 anonym in Paris erschien und zunächst Kościuszko oder dem General Karol Kniaziewicz zugeschrieben wurde. Auf Grund einer Denunziation wurde diese erste Ausgabe der Schrift in Frankreich konfisziert, sie wurde aber während des Novemberaufstandes und danach noch mehrfach neu aufgelegt und entwickelte sich zu einer Art Katechismus des Polnischen Patriotismus.